# Ramiro Leal
Ramiro Leal ist ein US-amerikanischer Schauspieler und Fernsehproduzent. Außerdem ist er als Model tätig.

## Leben
Leal wuchs mit Englisch und Spanisch als Muttersprachen bilingual auf. Er machte von 2012 bis 2016 an der Santa Fe University of Art and Design seinen Bachelor of Fine Arts in bildenden und darstellenden Künsten. Während seines Studiums arbeitete er nebenbei als Grafikdesigner für die Greer Garson Theatre Company und als Barkeeper. Von Dezember 2017 bis Dezember 2019 war er bei Latino Donor Collaborative als Projektmanager tätig. Von Oktober 2018 bis in den März 2020 arbeitete er als Produzent für die New Cadence Productions.
Sein Schauspieldebüt gab Leal 2015 im Kurzfilm Carmen, der auf dem Hollywood International Moving Pictures Film Festival gezeigt wurde. In einer der Hauptrollen des Oscar Quinnton war er 2020 im Katastrophenfilm Apocalypse of Ice – Die letzte Zuflucht zu sehen. 2021 folgten Nebenrollen als Sergeant Holleran im Science-Fiction-Film 2021 – War of the Worlds: Invasion from Mars und als Harley im Mockbuster Planet Dune.
Er war für die Produktion der Fernsehspecials HA Festival: The Art of Comedy und Comedy Chingonas zuständig. Er arbeitet in einer Filmproduktionsleitung und realisierte Filme wie Tales of a 5th Grade Robin Hood, Planet Dune und The Devil’s Triangle – Das Geheimnis von Atlantis.

## Filmografie (Auswahl)
- 2015: Carmen (Kurzfilm)
- 2020: Apocalypse of Ice – Die letzte Zuflucht (Apocalypse of Ice)
- 2020: Do You Even Feel (Kurzfilm)
- 2021: Triassic Hunt
- 2021: 2021 – War of the Worlds: Invasion from Mars (Alien Conquest)
- 2021: Planet Dune